# كاسيوس مارسيلوس كوليدغ
كاسيوس مارسيلو كوليدغ (بالإسبانية: Cassius Marcellus Coolidge)‏ هو فنان ورسام إسباني، ولد في 12 نوفمبر 1844 في Antwerp, New York ‏ في الولايات المتحدة، وتوفي في 24 يناير 1934 في نيويورك في الولايات المتحدة.

## أعمال
- كلاب يلعبون البوكر

## وصلات خارجية
- كاسيوس مارسيلوس كوليدغ على موقع إن إن دي بي (الإنجليزية)